# Episodi di Shameless (serie televisiva 2011) (quarta stagione)
La quarta stagione della serie televisiva Shameless, composta da 12 episodi, è stata trasmessa in prima visione assoluta negli Stati Uniti dal canale via cavo Showtime dal 12 gennaio al 6 aprile 2014.
In Italia la stagione è stata trasmessa in prima visione da Joi, canale pay della piattaforma Mediaset Premium, dal 7 aprile al 23 giugno 2014; in chiaro è stata trasmessa da Italia 2 dal 1º luglio al 5 agosto 2015.
| nº | Titolo originale                                               | Titolo italiano            | Prima TV USA     | Prima TV Italia |
| -- | -------------------------------------------------------------- | -------------------------- | ---------------- | --------------- |
| 1  | Simple Pleasures                                               | L'amore di un figlio       | 12 gennaio 2014  | 7 aprile 2014   |
| 2  | My Oldest Daughter                                             | La primogenita             | 19 gennaio 2014  | 14 aprile 2014  |
| 3  | Like Father, Like Daughter                                     | Tale padre, tale figlia    | 26 gennaio 2014  | 21 aprile 2014  |
| 4  | Strangers on a Train                                           | Il mio regno per un fegato | 2 febbraio 2014  | 28 aprile 2014  |
| 5  | There's the Rub                                                | La capanna del sudore      | 9 febbraio 2014  | 5 maggio 2014   |
| 6  | Iron City                                                      | La città di ferro          | 16 febbraio 2014 | 12 maggio 2014  |
| 7  | A Jailbird, Invalid, Martyr, Cutter, Retard and Parasitic Twin | Figlia devota              | 23 febbraio 2014 | 19 maggio 2014  |
| 8  | Hope Springs Paternal                                          | Vivere di speranze         | 9 marzo 2014     | 26 maggio 2014  |
| 9  | The Legend of Bonnie and Carl                                  | Nuove identità             | 16 marzo 2014    | 2 giugno 2014   |
| 10 | Liver, I Hardly Know Her                                       | L'ultima chiacchierata     | 23 marzo 2014    | 9 giugno 2014   |
| 11 | Emily                                                          | Emily                      | 30 marzo 2014    | 16 giugno 2014  |
| 12 | Lazarus                                                        | Vivo                       | 6 aprile 2014    | 23 giugno 2014  |

## L'amore di un figlio
- Titolo originale: Simple Pleasures
- Diretto da: John Wells
- Scritto da: John Wells

### Trama
Casa Gallagher si risveglia in una domenica mattina fredda e nevosa. Debbie, tredicenne, si veste come una maggiorenne (sotto lo sguardo critico della sorella maggiore), per sembrare più grande e affrontare il grande passo della "prima volta".  Sembra che di Ian non si sappia più nulla, oltre al fatto di essersi arruolato nei Marines "clandestinamente", ma la famiglia questo non lo sa. Sheila passa il tempo dando una mano a Fiona, tenendo sotto controllo casa e bambini. Durante un'irruzione della polizia in un edificio malsicuro, viene ritrovato Frank in un serio stato di abbandono. Tony, il poliziotto precedentemente innamorato di Fiona, lo riporta di peso a casa. Sheila e Carl si fanno coraggio per mettere Frank nella vasca e lavarlo. Di Jimmy non si sa più niente. Intanto Mandy vive sempre con il suo mandingo Kenyatta e Mickey non smette di pensare a Ian. Lip, iscritto alla Chicago Polytechnic University, vive in una stanza del campus con Ron il grassone e Amanda, la ragazza di questo. Segue un corso per matricole che si svolge il pomeriggio e pare che abbia qualche difficoltà a prendere buoni voti con gli esami. Nel campus viene organizzato un flash mob: tutti si fermano immobili per sessanta secondi. Fiona adesso sta con Mike, suo datore di lavoro. Ottimo stipendio e soprattutto assistenza sanitaria. Debbie esce con delle amiche di poco più grandi, alla ricerca di giovani ragazzi. In un locale di video giochi conosce Matty, un ventenne senza nessuna pretesa verso la giovane ragazza. Frank, sistematosi in camera con Carl, non perde occasione a servirsi del figlio per delle commissioni "speciali": visto che per la sua salute non può più bere alcool, se lo fa iniettare endovena. Veronica scopre di essere incinta. Stan, l'anziano padrone dell'Alibi, sta male. Kev lo va a trovare, ma è troppo tardi.

## La primogenita
- Titolo originale: My Oldest Daughter
- Diretto da: Mimi Leder
- Scritto da: Nancy Pimental

### Trama
All'Alibi si sta per aprire il testamento del vecchio Stan, proprietario del locale. Oltre al notaio, sono presenti Kevin, Veronica e Alan, il figlio di Stan, al quale andrà una collezione di pistole, mentre il bar andrà a Kevin. 
Inizialmente Alan vuole impugnare il testamento ma decide di non farlo proponendo se Kevin gli manderà 500 dollari al mese per i prossimi due anni. Kevin e Veronica sono entusiasti. L'euforia di Kev dura poco: Kate gli evidenzia che il bar è pieno di debiti perché Stan non pagava le tasse dal 2007. Mike affida a Fiona tre appuntamenti di lavoro, compresa un'auto aziendale per gli spostamenti. Fiona concluderà degli ottimi affari, ma sulla strada del ritorno avrà una discussione con un automobilista che le sfascerà il parabrezza. Mike viene a saperlo e si arrabbia con lei perché gli ha mentito quando gli ha detto la causa, ma dopo una breve discussione fanno pace e Fiona promette che cercherà di non mentire più. Frank ha bisogno di un trapianto di fegato perché il suo sta marcendo. Così Carl, preso dall'affetto per il padre, si mette subito alla ricerca. Intanto Veronica ha delle perdite e corre in ospedale. Qui scoprirà di aspettare tre gemelli. Debbie va a casa di Matty, con la speranza che lui faccia la prima mossa. Veronica, vista la prolifica nidiata in arrivo e la "fregatura" del bar, chiede alla madre di abortire, ma la donna si oppone con disappunto. Carl ha scoperto il gruppo sanguigno di Fiona, che è compatibile con quello di Frank, ma lei non ne vuole sapere. Frank, per niente scosso, dice che chiederà alla figlia maggiore: Samantha. Lip sta avendo problemi all'università, tra l'incapacità di prendere buoni voti, i rapporti altalenanti con i compagni di stanza e la sua inabilità a farsi amici perché le maniere in cui è sempre stato abituato ad agire sono diverse.

## Tale padre, tale figlia
- Titolo originale: Like Father, Like Daughter
- Diretto da: Sanaa Hamri
- Scritto da: Sheila Callaghan

### Trama
Il rapporto tra Fiona e Mike sta diventando serio e i genitori di Mike vogliono conoscerla, quindi la invitano a cena. Sheila continua il suo "volontariato" in casa Gallagher e via internet conosce un nativo americano, un certo Roger Troncochecorre. Carl segue Frank per scoprire dove abita la figlia misteriosa e lui, dopo avergli "confiscato" i 40 dollari che servivano per la spesa di casa, lo manda in cerca di droghe e simili. Debbie, sempre più presa dalla compagnia delle sue amiche, rivela loro che ancora non ha compiuto il grande passo. Al college Lip deve frequentare un corso pomeridiano e lavorare la mattina come lavapiatti, molto spesso non riuscendo a conciliare le due cose. Frank, per avvicinare Sammy (Samantha), la figlia avuta con un'altra donna, cerca di coinvolgere il figlio di lei, Chuckie, in una rissa tra ragazzi. Sarà Frank a intervenire e passare da buon samaritano. Sammy, non sapendo chi sia Frank, lo invita a pranzo per ringraziarlo. Nel conoscerlo meglio, Sammy scopre di avere molte cose in comune con lui. In casa Pratt, Fiona conosce il fratello di Mike, Robbie, un ex alcolizzato, tornato a casa da un centro di disintossicazione. Frank confida a Sammy la necessità estrema di un fegato nuovo. Lei, dispiaciuta, si sente ancora più vicina a lui, tanto da accettare di cedergli un po' del suo fegato. Una sera Robbie, Fiona e Mike vanno a cena e quest'ultimo si ubriaca. Tornando a casa in auto, Robbie racconta un po' della sua vita e sembra che Fiona sia attratta da quei discorsi, che un po' rispecchiano anche la sua vita. I due si lasciano andare a un rapporto sessuale sul tavolo della cucina, mentre Mike se ne sta in bagno a vomitare. Debbie va a casa di Matty per cena. La ragazza si presenta a tavola in camicia da notte e subito si butta addosso a lui, che resiste all'inaspettato approccio. Robbie comunica a Fiona la sua intenzione a continuare quel rapporto di sesso, malgrado lei stia col fratello Mike.

## Il mio regno per un fegato
- Titolo originale: Strangers on a Train
- Diretto da: Peter Segal
- Scritto da: Etan Frankel

### Trama
Robbie continua a perseguitare Fiona, anche sulla metro. Frank ha accompagnato Sammy in ospedale affinché si sottoponga al test di tolleranza e viene a sapere che per l'operazione c'è una lista molto lunga, mentre facendola in privato occorrono 150.000 dollari. Così per incassare l'ambita cifra, Frank escogita un espediente, ovvero intascare i soldi dell'assicurazione in seguito a un grave incidente procurato volutamente a casa di Sheila. Lip si sta preparando per arrivare in orario all'esame di filosofia. Purtroppo, per una serie di coincidenze, arriva in ritardo e il professore gli annulla l'esame. Infuriato sfonda lunotti e finestrini delle auto parcheggiate. Mickey va da Sasha (la padrona del bordello) perché non soddisfatto di quello che guadagna la moglie. Ma Sasha non c'è e Mickey, convinto che le ragazze russe vengano sfruttate, le porta a casa sua, lasciando i clienti all'asciutto. Intanto Frank chiede a Carl di aiutarlo a rompersi una gamba. Alan, il figlio del vecchio Stan, continua a telefonare a Kev perché non ha ancora ricevuto la prima rata d'affitto del bar. Mickey riceve una telefonata da Sasha che gli chiede di raggiungerla al locale. Il giovane è convinto di averla spuntata per un aumento di paga sulle prestazioni delle ragazze. Ma Sasha riesce a trovare nuove ragazze, mettendo Mickey in un bel guaio. Robbie non smette di provocare Fiona con messaggini. Lei sembra innervosita, ma forse anche attratta. Kev, per eseguire dei lavori al locale, recluta manodopera a basso costo e intanto pensa anche di fare qualche soldo dando una mano a Mickey, trovando un ambiente al piano di sopra del bar dove mettere a lavorare le ragazze russe. Fiona va a casa di Robbie infuriata. Lui invece le toglie i vestiti per fare sesso, ma vengono interrotti da Mike che bussa alla porta. Lip, dopo la sfuriata al parcheggio, va a casa di Mandy dove gli anticipa che lascerà il college, ma Mandy non la prende bene. Successivamente Kevin lo convincerà a ritornare al college. Carl, dopo aver rotto la gamba al padre, lo trasporta verso la casa di Sheila, qui lo butta sulle scale e chiama aiuto. Frank, munito di carrozzella e gesso alla gamba, viene spinto da Carl fin sotto la roulotte di Sammy. La "figlia" gli comunica che non sono compatibili. Frank la prende molto male e si fa scappare che Sammy è sua figlia. Lei offesa, lo sbatte di forza fuori dal caravan, ma poco dopo lo raggiunge all'Alibi, dimenticando quello che è successo. Debbie torna a casa piangendo perché rifiutata da Matty, in quanto ancora troppo piccola.

## La capanna del sudore
- Titolo originale: There's the Rub
- Diretto da: David Nutter
- Scritto da: Davey Holmes

### Trama
Fiona incontra Robbie davanti a un albergo a ore. Lei gli dice che è veramente finita e se ne va. Lip questa volta sembra fare sul serio al college, ma ci sono due marines che cercano Ian, il quale arruolandosi ha finto di essere Lip. Così il ragazzo si mette alla ricerca del fratello. Sammy aiuterà Frank a trovare un nuovo fegato. Mike sta organizzando una festa per il compleanno di Fiona: un cocktail in abito da sera. L'avvocato informa Frank che riceverà l'assegno dall'assicurazione per la gamba rotta fra sedici mesi. Fiona va a casa dei Pratt ma, durante la grigliata, i due fratelli litigano e Mike colpisce Robbie che spiffera tutto riguardo ai suoi rapporti clandestini con Fiona. Adesso tutti sanno della tresca e Fiona è costretta a lasciare la casa. Sheila ha un appuntamento con il suo indiano, quando in casa irrompe Frank per recuperare della cannabis nel frigorifero. Frank, sedutosi senza invito a tavola, domanda a Roger come fanno gli indiani a bere alcool e il loro fegato a restare sempre pulito. Roger gli svela che  usano il capanno del sudore per ripulire dalle tossine fegato, milza e altro. Frank chiede a Roger se può costruire un capanno del sudore per il suo fegato. Fiona bussa alla porta di Robbie, gli sferra un pugno e un calcio e poi gli sputa addosso. In casa Milkovich c'è molta confusione e Mandy scopre nella sua camera il suo uomo se la fa con una delle ragazze russe. Fiona ritorna a casa distrutta e demoralizzata dopo la rottura con Mike. Veronica le consiglia di tornare in ufficio come se nulla fosse successo. Kevin e Mickey stanno allestendo il locale per far lavorare le ragazze russe. Fiona torna in ufficio dove le hanno preparato una festa a sorpresa per il suo compleanno. Lei, poco dopo, raggiunge Mike nel suo ufficio. Fiona non verrà licenziata ma trasferita in contabilità. Lip e Debbie trovano Ian in un locale gay, chiamato L'Ingoio Bianco, dove lavora come barman. Non riescono a parlare con lui perché la sicurezza li fa uscire dal locale. Robbie non demorde e va a casa di Fiona, portando con se della coca, ma lei lo butta fuori di casa con una mazza da baseball. La coca rimasta sul tavolino verrà usata per la festa di compleanno, ma poi ingerita per sbaglio dal piccolo Liam, che dovrà essere portato di corsa in ospedale. I poliziotti arrestano Fiona. Intanto il capanno del sudore è pronto: all'interno fa molto caldo durante la cerimonia e Frank giace svenuto.

## La città di ferro
- Titolo originale: Iron City
- Diretto da: James Ponsoldt
- Scritto da: John Wells

### Trama
Alla centrale di polizia, Fiona viene schedata, perquisita e rinchiusa in una cella insieme ad altre detenute per possesso di droga e condotta pericolosa. In ospedale si attende con ansia la risposta sulle condizioni di Liam, ricoverato per una grave intossicazione da cocaina. Si teme che possa riportare danni cerebrali permanenti. L'udienza per la cauzione di Fiona si terrà in tarda mattinata. Il capanno del sudore si è rivelato una trappola mortale e Frank non se la passa bene. Il dott. Zabel gli dice che non gli manca molto, visto che ha la cirrosi dovuta a una epatopatia cronica progressiva, e vista la situazione gli consiglia di passare gli ultimi giorni in una casa di cura. Sheila prepara la colazione per i nipoti di Roger Troncochecorre che, seduto a tavola, sembra abbia passato una felice notte, dopo aver provato i giochini di Sheila. La vacanza per gli ospiti indiani è finita: ritornano tutti a casa. Fiona telefona a Lip dal carcere per sapere di Liam. Il fratello non sembra gradire la telefonata, è ancora arrabbiato con lei. Nonostante ciò, le dice che Liam ce la farà. Intanto un'assistente sociale dice a Lip di trovare immediatamente il padre in quanto tutore legale, altrimenti Liam verrà dato in affidamento. Sammy spinge il padre in carrozzella alla ricerca di una casa di cura, ma Frank non ne vuole sapere. Fiona in carcere incontra Maria Vidal, il suo avvocato d'ufficio che l'assisterà per l'udienza. Il giudice stabilisce una cauzione di centomila dollari. A casa Milkovich, Terry viene arrestato per aver violato gli arresti domiciliari. Debbie, piangente dopo una discussione con Lip, si rifugia a casa di Matty, che si prende cura di lei. Carl dà fuoco al capanno del sudore, dopo la disastrosa esperienza di Frank, che per il momento ha trovato posto in un letto di casa Gallagher, assistito da Sammy. Mentre Fiona si trova al refettorio, arriva la notizia che può uscire. La cauzione è stata pagata da Mike, che aspetta Fiona fuori dal carcere. Dice che è stato Carl a chiamarlo, ma non intende vederla mai più. Sheila si sente di nuovo sola. Decide così di partire per andare a trovare Roger e i suoi nipoti. Liam esce dall'ospedale. In sala d'aspetto ci sono tutti, compresi Frank e Sammy, che conosce così i suoi fratellastri. Qui l'assistente sociale già prevede una visita ai Gallagher. Intanto Fiona torna a casa, dove però che non c'è nessuno.

## Figlia devota
- Titolo originale: A Jailbird, Invalid, Martyr, Cutter, Retard and Parasitic Twin
- Diretto da: Gary B. Goldman
- Scritto da: Nancy Pimental

### Trama
In casa Gallagher, si aspetta con ansia l'arrivo dell'assistente sociale. Lip, che è sempre adirato con Fiona, si occuperà di Liam portandolo con sé al college. Amanda si offre per badare a Liam, mentre Lip va a lezione. Kevin subisce il furto di un fusto di birra con dentro l'incasso della casa dei massaggi. Così va da Mickey perché gli dia una pistola. Veronica ha un appuntamento con la ginecologa. Dall'esame ecografico risulta un riassorbimento fetale di uno dei tre gemelli che, non abbastanza forte per sopravvivere, è stato riassorbito dagli altri. Mickey gira per locali gay alla ricerca di Ian. Quando lo trova, gli dice di tornare a casa. Lip, con l'aiuto di un amico di lavoro, fa la "spesa" nella cucina della caffetteria dove lavora, mettendo tutto quello che può in un sacco della spazzatura perché a casa possano mangiare tutti. Carl ha una discussione con due studenti che hanno offeso Liam, chiamandolo ritardato. Tornato a casa, Matty scopre Debbie che cucina, a suo dire, per il loro primo mese insieme. Matty continua a ripeterle che è troppo giovane per lui e Debbie se ne va risentita. Frank, svenuto nel bagno di casa e con un laccio al braccio, fa infuriare Lip che ordina a Sammy di portarlo immediatamente fuori casa. Così, Frank, Sammy e il piccolo Chuckie, si introducono abusivamente nella casa vuota di Sheila. Mickey continua a seguire Ian nei locali. Una sera in cui Ian è ubriaco e strafatto, lo prende di peso e se lo porta a casa. Svetlana, appena uscita dalla doccia, vede Ian nel suo letto. Non sembra arrabbiata con Mickey, ma il suo sguardo mostra molta amarezza. All'udienza preliminare, Fiona si deve dichiarare colpevole per le accuse a suo carico, quindi niente carcere dopo il patteggiamento e tre anni di libertà vigilata con una cavigliera elettronica.

## Vivere di speranze
- Titolo originale: Hope Springs Paternal
- Diretto da: Mimi Leder
- Scritto da: Sheila Callaghan

### Trama
Fiona avverte tutti di mettere in ordine le loro stanze e di buttare tutto ciò che è illegale e immorale, perché in mattinata verrà l'agente di controllo. Ian si sveglia nella stanza di Mickey, con Svetlana che lo minaccia con un martello di uscire subito di casa perché presto avrà un bambino. Così Ian ritorna a casa e Fiona non crede ai suoi occhi. Carl viene chiamato dal dirigente scolastico per aver aggredito due studenti e viene sospeso da scuola per bullismo. Dovrà tornare con un genitore. Debbie scopre finalmente di essere una donna: ha le sue prime mestruazioni. Sammy, per trovare i soldi per Frank, escogita di vendere la casa di Sheila, o almeno si farà dare la caparra dai vari compratori per poi compiere la truffa. La mattina dopo a colazione, Ian è euforico. Mentre racconta ai fratelli le esperienze passate nell'Esercito, Mandy entra in casa e cerca il fratello per dirgli che a Svetlana si sono rotte le acque. Mickey si rifiuta di andare all'ospedale. Robbie si presenta a casa di Fiona e, con la scusa di portarle un pensiero, vuole sapere se ha fatto il suo nome alla polizia riguardo la droga che ha quasi ucciso Liam. Fiona, infuriata, gli sbatte la porta in faccia. Veronica la va a trovare e le due, dopo qualche bicchierino in più, dimenticano la cena nel forno che va a fuoco. Lip, tornato a casa con Liam, imbestialito porta via i bambini. Ian continua le sue nottate "brave" nei locali notturni, come ballerino e intrattenitore gay. Intanto la madre di Veronica dà alla luce il bambino, ma quest'ultima cerca di convincere Kev di lasciare il bimbo a Carol, visto che loro avranno presto due gemelli. In piena notte, Lip riceve una telefonata da Fiona che, piangendo, gli chiede di perdonarla per quello che è successo. Lip, toccato dalle parole della sorella, riporta Liam a casa.

## Nuove identità
- Titolo originale: The Legend of Bonnie and Carl
- Diretto da: Mark Mylod
- Scritto da: Etan Frankel

### Trama
Mentre Fiona si sta preparando per uscire di casa, Lip la informa che pagherà il riscaldamento con i soldi del college, ma Fiona non vuole, sarà lei a trovare i soldi perché avrà un colloquio di lavoro dopo la firma della libertà vigilata. Mickey vive ancora in casa dei Gallagher e qui riceverà una visita della moglie con il neonato in braccio. Svetlana chiede a Mickey di tornare a casa (ma lui non ne vuole sapere) e inoltre ha bisogno di cinquecento dollari, altrimenti dirà a Terry della sua relazione con Ian.  Amanda, al college, si impegna a badare al piccolo Liam in cambio di prestazioni sessuali con Lip.  Carl, costretto a frequentare corsi di detenzione per bullismo, conosce Bonnie, una vivace ragazzina bionda per cui prenderà una cotta, ma con cui rischierà anche di passare dei guai. Debbie viene a sapere da Matty che frequenta una ragazza di nome Seema, che lavora in pizzeria. Così decide di minacciare la ragazza e di farle uno scherzo di cattivo gusto. Fiona si rende conto che è difficile trovare un lavoro, visto il passato in carcere. Mickey, per fare un po' di soldi, userà Ian per rimorchiare un tizio al locale gay. Una volta in camera, gli scatterà delle foto per ricattarlo e spillargli il "grano". Sheila ha rotto con Roger Troncochecorre e al suo ritorno trova la casa cambiata e alcuni mobili mancanti. Sheila però ha preso a cuore la sorte dei nipoti di Roger e vorrebbe adottarli. Così chiede a Frank se la vuole sposare, ma Frank non ha nemmeno sentito. Mentre Amanda ha pianificato la vita di Lip al college, c'è Keniatta che gli dà la caccia, per via della storia con Mandy. Fiona, disperata e senza lavoro, torna all'azienda di Mike per chiedere a Connie se è possibile far figurare che è stata licenziata per tagli al personale e non per cattiva condotta. Jane, la sorella di Mike, le fa una scenata davanti a tutto il personale. Nemmeno Frank se la passa bene, ma Sammy gli prepara una bella festa. Organizza in casa di Sheila un mini Alibi, con tanto di Kevin dietro al bancone e qualche beone come cliente. Così Frank potrà bere una birra (analcolica) senza spostarsi di casa. Malgrado abbia gli occhi infossati e le guance scarne, Frank adesso è felice. Keniatta non è riuscito a prendere Lip, così si vendica su Mandy picchiandola. Fiona va da Robbie a piangere disperata del male che le ha fatto e del nome che non ha mai pronunciato alla polizia.

## L'ultima chiacchierata
- Titolo originale: Liver, I Hardly Know Her
- Diretto da: Christopher Chulack
- Scritto da: Davey Holmes

### Trama
A casa di Robbie c'è un festino da sballo e Fiona se la spassa, malgrado la cavigliera elettronica e la libertà vigilata. Sheila è pronta per sposare Frank per poter adottare i nipoti di Roger Troncochecorre, che vivono senza genitori. Veronica è in sala parto dell'ospedale, insieme a Kevin. Darà alla luce due bambine, Amy e Gemma. Mandy dorme in casa di Ian, dopo che Keniatta l'ha riempita di botte. Debbie, allarmata, avverte Ian che Fiona ha passato la notte fuori, violando la condizionale. Sammy ha chiamato uno spacciatore per procurarsi un "antidolorifico" per Frank, ma viene anche a sapere che per venticinquemila dollari è possibile fare un trapianto di fegato. Bonnie ruba un'auto e Carl ne è entusiasta. Le ricerche per ritrovare Fiona sono coordinate da Debbie, quindi manda Carl presso tutti gli ospedali, con l'aiuto di Bonnie al volante. Sheila e Sammy hanno appuntamento in un bar con un certo Johnny, il presunto chirurgo bengalese senza abilitazione che dovrà operare Frank. Kevin torna all'Alibi per dare la notizia della nascita delle figlie, ma scopre che Mickey gli ha sottratto del denaro per una provvigione che dice essergli dovuta. Kevin lo minaccia per riavere i soldi con la pistola, ma Mickey non digerisce l'oltraggio. Fiona e altri amici del festino si fermano con l'auto in una stazione di servizio nel Wisconsin. Mentre Fiona è al bagno, l'auto riparte senza di lei. La ragazza, distrutta, si accascia a terra al freddo, ma il gestore le permette di telefonare a Lip. Il Dr. Johnny comunica a Sammy e Sheila che l'operazione di Frank (fatta in un seminterrato di un magazzino) è andata bene e che adesso possono portarlo in ospedale per le cure, quindi se ne va. In ospedale, Sammy e Sheila vengono a sapere che l'operazione di Frank è stata una fregatura perché ha subito un'asportazione di un rene e non il trapianto del fegato. L'ufficiale che sorveglia Fiona, Gail Johnson, va a casa Gallagher in cerca della ragazza. Debbie e Ian (mentendo) dicono che è uscita in cerca di lavoro. Intanto Carl viene a sapere che la famiglia di Bonnie vive in un furgone con sette fratelli. Mandy è tornata a casa da Keniatta e nega anche a se stessa di essere stata malmenata. Ian ha un improvviso accesso di rabbia e punta un coltello alla gola di Keniatta, spaventando tutti e spingendo Mickey a chiedergli che problemi abbia. I ragazzi Gallagher, avvisati via telefono, sono tutti in ospedale: Frank sta morendo e si sposa con Sheila. La funzione verrà celebrata da Kermit. Subito dopo arrivano gli infermieri e portano via Frank: è passato in cima alla lista e avrà un fegato. Intanto Fiona, accompagnata da Lip, si trova nell'ufficio della polizia.

## Emily
- Titolo originale: Emily
- Diretto da: Anthony Hemingway
- Scritto da: Nancy Pimental

### Trama
Fiona è tornata in carcere. Frank ha subito un nuovo intervento: finalmente ha un fegato nuovo. Ha inoltre come nuova vicina di letto Emily, una bambina  affetta da cardiomiopatia. Mickey deve andare al battesimo del figlio, ma non vuole che sia presente anche Ian. Lip aveva promesso ad Amanda di andare a cena dai suoi ma, visti i problemi con Fiona, deve disdire. La ragazza aveva organizzato tutto per umiliare per dispetto i suoi genitori e non la prende bene. Più tardi Lip ci ripensa e conferma l'invito, ma a casa sua. A scuola, Debbie viene avvicinata da Henry McNally, un suo compagno di classe che l'aiuta nella lezione di Scienze. Sheila va in ospedale a trovare Frank, che non si è ancora svegliato, con i nipoti di Roger Troncochecorre al seguito. Carl dice a Bonnie che lei, con tutta la sua famiglia, possono lasciare il furgone e stare a casa sua. In ospedale Carl sveglia Frank, che da qui in avanti avrà dei vuoti di memoria dovuti a un delirio post operatorio, scambiando Sheila per sua madre ed Emily per Fiona. Durante un discorso le dice che è dispiaciuto per averla lasciata fuori nel parco una sera mentre lui e Monica prendevano una dose e le promette che proverà a essere un padre migliore, figura che manca a Emily, in quanto suo papà è scappato quando hanno scoperto la sua malattia. Intanto Henry fa di tutto per conquistare l'amicizia di Debbie, al punto di volerla baciare sotto una scalinata, con la camicetta slacciata. Ma sarà tutto un trucco escogitato da Seema per potersi vendicare, fotografandola svestita per poi postare la foto su Facebook. Durante la festa di battesimo delle gemelle all'Alibi, Kevin cerca di fare pace con Mickey, mentre Svetlana non vuole che sia presente anche Ian. Il giovane Gallagher la prende molto male e decide di andarsene per sempre dalla vita di Mickey, se non dirà a tutti la verità. Questo, stizzito dalla parole di Ian, grida a tutti di essere gay. Terry, accecato dalla rabbia, prende il figlio e lo massacra di pugni, facendo arrabbiare Ian e scatenando una rissa. Terry sarà di nuovo arrestato. I fratelli di Bonnie, invitati da Carl, stanno giocando a casa Gallagher, quando bussano alla porta: è Wesley Gretsky, un'assistente sociale venuta per un'ispezione a sorpresa. Mentre Lip la porta in giro per casa,  arriva anche Amanda con i genitori. Matty va da Debbie, ancora piangente, per dirle che ha lasciato Seema e per invitarla al ballo. L'ispezione è finita, ma prima di andarsene da casa Gallagher, l'assistente sociale, commossa per l'aiuto che Lip offre a quei bambini che vivono in un furgone, gli dà buone speranze per la relazione che deve presentare. Finita la cena, il padre di Amanda ritiene che quella casa non sia il luogo ideale per la figlia, così chiede a Lip di non frequentarla più, offrendogli dei soldi che lui accetta. Amanda tornerà subito da lui chiedendogli quanto gli ha dato il padre stavolta. Emily quella sera muore e Frank crede ancora che sia Fiona.

## Vivo
- Titolo originale: Lazarus
- Diretto da: Mark Mylod
- Scritto da: John Wells

### Trama
Frank si risveglia nel suo letto d'ospedale e, ovviamente, non ricorda di essersi sposato con Sheila. Fiona, in carcere, deve affrontare nuove realtà e conoscenze poco affidabili, tra cui una ragazza che le fa inviti sessuali abbastanza espliciti e le offre pasticche di droga. Ian dorme nel letto di Mickey, ma a Svetlana questo non piace e minaccia di ucciderlo se non si occuperà di suo figlio. Fiona deve fare un test inaspettato delle urine, che risulta negativo, dopo di che viene rilasciata per sovraffollamento. Ad aspettarla fuori c'è l'assistente sociale Gail Johnson. In ospedale il medico toglie i punti dell'operazione a Frank e gli vieta assolutamente l'alcool. Bonnie e fratelli hanno dormito a casa Gallagher e sembra che si trovino bene al caldo. Carl si sente in dovere di dare un regalo alla ragazza, ma lei rifiuta con risentimento e se ne torna al furgone insieme ai fratelli, lasciando Carl sorpreso e amareggiato. Il Consiglio della Tribù è riunito in udienza per l'adozione dei nipoti di Roger Troncochecorre. Sheila non ottiene i ragazzi, che andranno a stare con il bisnonno. Fiona, per scontare la sua pena, deve lavorare in un bar ristorante sotto la sorveglianza del proprietario, un certo Charlie Peters. Ian giace immobile da ore nel letto di Mickey, che si preoccupa molto. Fiona e i fratelli sospettano che Ian sia affetto da bipolarismo, malattia di cui soffre anche la madre Monica. Fiona vorrebbe portarlo in ospedale, ma Mickey si oppone. Sammy va a trovare Frank in ospedale, ma Sheila ha dato disposizioni di non farla passare. Ne nasce una specie di colluttazione fra le due e Sammy viene portata via dalla sicurezza. Carl, nella confusione, s'introduce nella stanza del padre e lo porta via spingendo la carrozzella. Così, Frank e Carl, in una gelida giornata di ghiaccio, arrivano all'estrema periferia della città. Qui Frank riassaggia da una bottiglia il sapore della vita. Un'auto si ferma di fronte casa Gallagher. Dentro l'auto una coppia e la donna chiama l'uomo Jack. In realtà si tratta di Jimmy/Steve.